# Bridget Cleary
Pour les articles homonymes, voir Cleary.
Bridget Cleary (née Boland ; en irlandais : Bríd Uí Chléirigh ; c. 1869 - 15 mars 1895) est une Irlandaise tuée par son mari.
Sa mort a marqué les mémoires pour plusieurs raisons : son mari prétend avoir  tué un changeling qui aurait pris l'apparence de sa femme, elle-même enlevée par des fées. La nature macabre de l'affaire - elle est immolée vivante ou incendiée juste après son décès - a donné lieu à une vaste couverture médiatique. Le procès a été suivi de près par des journaux irlandais et britanniques. Comme le commente un critique, personne, à l'exception peut-être du juge, ne pense qu'il s'agit d'une affaire de meurtre ordinaire.

## Contexte sociologique
Bridget Cleary est née Bridget Boland vers 1869 à Ballyvadlea dans le comté de Tipperary, en Irlande. Elle rencontre Michael Cleary en août 1887  à Clonmel, où il travaille comme tonnelier et Bridget comme apprentie couturière, et se marient le même mois.
Après son mariage, elle retourne dans sa ville natale de Ballyvadlea pour vivre avec ses parents, tandis que Michael continue à travailler comme tonnelier à Clonmel. Pendant cette période de séparation, l'indépendance de Bridget Cleary grandit : elle dispose de son propre troupeau de poules et vend les œufs à ses voisins. De manière inhabituelle pour l'époque et le lieu, elle se professionnalise en tant que couturière et modiste en faisant l'acquisition d'une machine à coudre Singer.
À la suite du décès de la mère de Bridget Cleary, les Cleary se retrouvent responsables de Patrick Boland, son père. Comme Patrick avait été ouvrier dans sa jeunesse, il permet à sa fille et son mari de vivre dans une maison réservée aux ouvriers, la meilleure maison du village. La maison est connue pour avoir été bâtie sur un fort de fées.

## Meurtre
Bridget Cleary est portée disparue en mars 1895. Elle souffrait apparemment depuis plusieurs jours d'une maladie apparentée à une bronchite.
Le 13 mars 1895, après plus d’une semaine de maladie, un médecin lui rend visite à domicile. Son état est considéré comme suffisamment grave pour qu'un prêtre lui administre les derniers sacrements. Plusieurs de ses amis et membres de sa famille viennent la voir au cours des deux jours qui suivent. Un certain nombre de remèdes « maison » lui sont administrés, dont un rituel qui anticipe sa disparition ultérieure : son père et son mari l'accusent d'être une fée. On lui jette de l'urine et on la porte devant la cheminée pour chasser la fée.  
Le 16 mars, des rumeurs commencent à circuler selon lesquelles Bridget Cleary est portée disparue et la police locale commence à la rechercher. Michael déclare que sa femme a été enlevée par des fées et il semble organiser une veillée. Les déclarations des témoins sont recueillies au cours de la semaine qui suit et, le 22 mars, lorsque le cadavre brûlé de Bridget Cleary est retrouvé dans une fosse peu profonde, neuf personnes, dont son mari, sont accusées de sa disparition.
Le lendemain, une enquête du coroner atteste sa mort par le feu.

## Procès
Les audiences judiciaires se déroulent du 1er au 6 avril 1895.  
L'audience débute le 3 juillet et le grand jury inculpe les neuf accusés pour « blessure », et, pour cinq d'entre eux dont Michael, pour meurtre.  

### Jugement
Les éléments de preuve ont montré que le 15 mars, Michael a convoqué le Père Ryan dans la maison Cleary. Le Père Ryan aurait trouvé Bridget Cleary en vie mais agitée. Michael Cleary a dit au prêtre qu'il n'a pas donné à sa femme les médicaments prescrits par le médecin, car il n'y croyait pas. Selon le Père Ryan, Cleary lui aurait ainsi déclaré que n'importe quelle personne pouvait avoir un remède pouvant faire plus de bien que le médicament prescrit par le médecin. Bridget Cleary aurait alors reçu le sacrément du Père Ryan. Plus tard dans la nuit, après le départ du Père Ryan, des voisins et des parents seraient rentrés dans la maison Cleary. Une discussion s'en serait suivie, à nouveau teintée de mythologie féerique.    
À un moment donné, Bridget aurait dit à Michael que la seule personne qui est partie avec les fées est sa mère. Michael aurait tenté de nourrir de force son épouse, la jetant par terre devant la cheminée de la cuisine et la menaçant avec un morceau de bois brûlant. La chemise de Bridget Cleary aurait alors pris feu et Michael aurait décidé de jeter de l'huile de lampe sur elle. Les témoins ne savent pas si elle était déjà morte à ce stade. Michael aurait gardé les autres à l'écart du corps lorsque ce dernier brûlait, insistant sur le fait qu'elle était une changeling depuis une semaine et qu'il réussirait à ramener sa femme du monde des fées,.
Dans le cadre du procès, le jury a été conduit dans le bâtiment de stockage où le corps fut entreposé pour être enterré. Le jury a ainsi eu l'occasion de constater l'étendue des blessures affligées à la victime, et vérifier que le corps était bien celui de Bridget Cleary en regardant son visage. Les témoignages des membres du jury confirmèrent les horribles souffrances qu'elle a endurées avant sa mort.

#### Condamnation de Michael Cleary
Michael Cleary a été reconnu coupable d'homicide involontaire et condamné à 15 ans de prison. Les accusations portées contre certains de ses coaccusés sont abandonnées, mais quatre sont reconnues coupables de « blessure »,. Michael Cleary est libéré de la prison de Maryborough (aujourd'hui Portlaoise) le 28 avril 1910 et se rend à Liverpool. Le 14 octobre 1910, une lettre à bordure noire du bureau du secrétaire d'État à l'Intérieur, Whitehall, est adressée au sous-secrétaire, Dublin Castle indiquant que Michael Cleary a émigré de Liverpool vers Montréal le 30 juin.

## Couverture médiatique

### À l'époque des faits

#### La dernière sorcière exécutée en Irlande
Bridget Cleary est considérée comme « la dernière sorcière brûlée en Irlande » ou comme le sujet du dernier procès de sorcellerie bien qu'il ait été noté qu'elle n'avait jamais été décrite comme ayant fréquenté le diable, comme il est habituel avec les sorcières accusées. Au lieu de cela, elle aurait été remplacée par un changeling de fée.

#### Le contexte socio-politique
Sa mort et la publicité entourant le procès étaient considérées comme politiquement importantes à l'époque. Le régime intérieur irlandais était un problème politique d'actualité en Angleterre. Le parti libéral de William Ewart Gladstone était arrivé au pouvoir avec une plate-forme de gouvernement autonome, mais avait récemment perdu son dernier projet de loi sur le gouvernement irlandais à la Chambre des lords. La couverture de l'affaire Cleary par la presse s'est déroulée dans un climat de débat sur la capacité du peuple irlandais à se gouverner lui-même, et des inquiétudes ont été exprimées quant à la crédulité et à la superstition des catholiques des zones rurales. Le coroner qui a examiné le cadavre de Bridget Cleary a affirmé que « parmi les Hottentots, on ne s'attendrait pas à entendre parler d'un tel événement ».

#### La couverture médiatique
The New York Times a couvert l'histoire en avril puis en juillet 1895.
L’écrivain EF Benson s’intéressa beaucoup à cette affaire en publiant un commentaire scientifique intitulé « The Recent 'Witch-Burning' at Clonmel » dans le magazine influent The Nineteenth Century en juin 1895, avant le début du procès. Le journaliste reprend l'argumentaire de la défense selon lequel les personnes impliquées dans la mort de Bridget Cleary ont agi en partant de la conviction réelle qu'elle était possédée par un esprit, qu'ils n'avaient aucune intention de la tuer et cherchaient à lui rendre son identité légitime. Benson cite un modèle de croyances similaires dans les « tribus sauvages », avec des exemples tirés de sociétés diverses, et parle de « la force énorme que de telles croyances exercent sur les esprits non instruits ». Il fait remarquer que la porte de la maison Cleary a été laissée ouverte et qu'aucune tentative n'a été faite pour garder les agressions contre la femme secrètes. « Il est inconcevable que, s'ils avaient voulu la tuer, ils auraient laissé la porte ouverte, qu'ils auraient dû laisser leurs cris attirer les voisins ou que dix personnes auraient dû être admises à témoigner de l'acte. Terrible et horrible en l’occurrence, nous ne pouvons pas parler de meurtre volontaire [sic] ». L'article se termine par la déclaration suivante : « ... si ... ils l'ont tuée, mais sans avoir eu l'intention de causer sa mort, la peine extrême devrait d'autant moins être infligée ».
L’anthropologue et folkloriste James George Frazer, lui-même de culture celtique, s’intéresse à l’affaire Cleary et en parle dans la troisième édition de son opus magnum, The Golden Bough.

### Dans la culture populaire

#### Comptine irlandaise
La mort de Bridget Cleary est restée célèbre dans la culture populaire. Une comptine irlandaise relate ainsi : « Êtes-vous une sorcière ou êtes-vous une fée ? Ou êtes-vous l'épouse de Michael Cleary ? ».

#### Théâtre
- En 2018, Porcelain, une pièce de théâtre de Margaret Perry, utilise la tragédie réelle de Bridget Cleary comme toile de fond déchirante d'un thriller moderne. La porcelaine tisse le passé et le présent, le mythe et les faits pour explorer les histoires parallèles de deux femmes irlandaises. Il s'ouvre dans le prestigieux Abbey Theatre de Dublin[14].

- En 2010, The Fairy Wife, une pièce de Lawrence Bullock, basée sur la vie de Bridget Cleary, a été créée à New York, au Producers 'Club Theatre, sous les auspices de Le Wilhelm et Love Creek Productions.

#### Littérature
The Burning of Bridget Cleary d'Angela Bourke et The Cooper's Wife is missing de Joan Hoff, tous deux publiés indépendamment l'un de l'autre en 2000, sont des récits historiques de l'affaire qui tentent de contextualiser le meurtre en rapport avec la croyance aux fées en Irlande pendant la période. Le roman Comme un conte (Some kind of Fairytale dans sa version originale) de Graham Joyce, publié en 2012, y fait également référence. Le récit relate la disparition mystérieuse de Tara, une adolescente de 16 ans qui réapparaît vingt ans plus tard en affirmant avoir été enlevée par les fées. Des extraits du résumé des comptes rendus juridiques ainsi que des extraits des comptes rendus de procès datant tous deux de 1895 figurent comme citation au début de certains chapitres. 

#### Musique
La chanson Changeling du groupe The Riptide Movement est inspirée de l'histoire de la mort de Bridget.

#### Radio et télévision
- Le podcast salué par la critique Lore a consacré l'un de ses épisodes (intitulé Black Stockings) à l'histoire du meurtre de Bridget Cleary. Le podcast a depuis donné lieu à une adaptation télévisée produite et diffusée par Amazon Video. L'histoire de Black Stockings était l'un des six épisodes de podcast choisis pour être adaptés à la série télévisée. Holland Roden a joué le rôle de Bridget Cleary, tandis que celui de son mari Michael a été interprété par Cathal Pendred[16],[17].

- L'épisode 85 de The Irish History Podcast décrit en détail le meurtre de Bridget Cleary, intitulé Bridget Cleary - la dernière femme brûlée vive en Irlande.

## Analyse psychiatrique
H. O'Connell et PG Doyle (2006) ont émis l'hypothèse que le meurtre avait été provoqué par le développement d'un trouble psychotique bref par Michael Cleary, qui se manifestait par le syndrome de Capgras, en raison du stress de devoir gérer la maladie de Bridget. Cela devint un cas de folie à plusieurs après qu'il a convaincu d'autres personnes qu'elle avait été remplacée par une fée. La possibilité est aussi évoquée que pour que d'autres personnes ne réagissent pas devant l'assassinat, ces dernières devraient être atteintes de troubles d'apprentissage leur permettant de se convaincre de la véracité de l'illusion.

## Voir également
- Illusion capgras